# آلوازیوس برتران
آلوازیوس برتران (به فرانسوی: Aloysius Bertrand) با نام اصلی لویی ژاک ناپولئون برتران (Louis Jacques Napoléon Bertrand) شاعر، نمایش‌نامه نویس و روزنامه‌نگار قرن نوزدهم میلادی اهل فرانسه است.
وی تا سال ۱۸۳۵ با نام لودویک (Ludovic) امضا می‌کرد و از این سال به بعد نام آلوزیوس (Aloysius) را برای امضاهای خود برگزید.
او در ۱۸۴۱ درگذشت و مقبره وی در گورستان مون‌پارناس، پاریس است.